# Tedania brasiliensis
Tedania brasiliensis är en svampdjursart som beskrevs av Mothes, Hajdu och van Soest 2000. Tedania brasiliensis ingår i släktet Tedania och familjen Tedaniidae. Inga underarter finns listade i Catalogue of Life.